# Charles Philipon

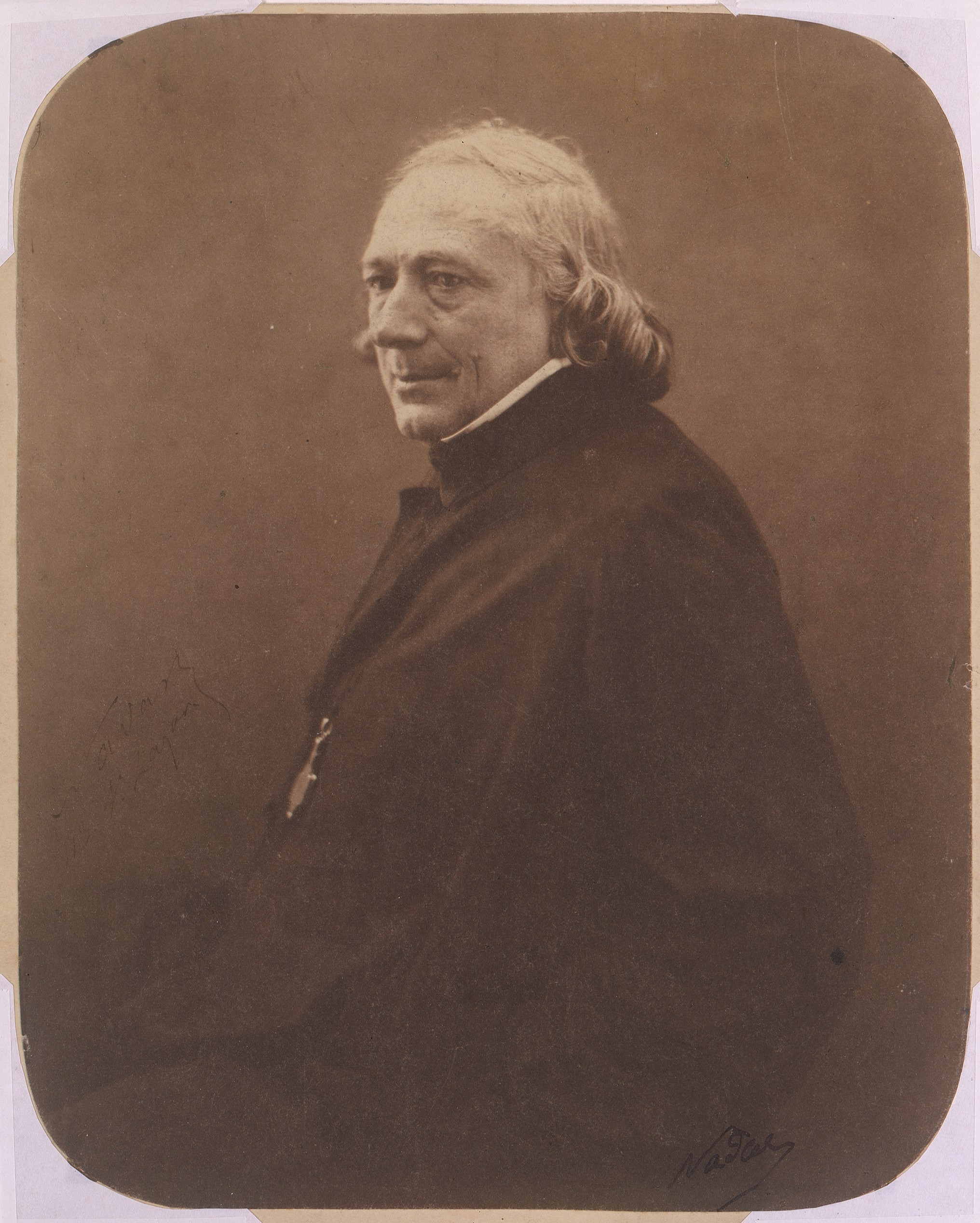
Philipon, od Nadara

Charles Philipon (19. dubna 1800 Lyon – 25. ledna 1861 Paříž) byl francouzský litograf, karikaturista a novinář. Působil jako redaktor v satirických politických časopisech La Caricature a Le Charivari a založil časopis La Silhouette.

## Raná léta
Charles Philipon pocházel z malé rodiny, která patřila ke střední třídě ve francouzském Lyonu. Jeho otec, Étienne Philipon, byl výrobcem klobouků a tapet. S nadšením přivítal revoluci z roku 1789. Podle Pierre Larousse jeho předky patřili Manon Rolandová či Armand Philippon.
Charles navštěvoval školy v Lyonu a Villefranche-sur-Saône, a pokračoval ve studiu kresby na Císařské škole krásných umění v Lyonu. V roce 1819 opustil své rodné město a odjel do Paříže, kde pracoval pod umělcem Antoine Grosem. V roce 1821 se na příkaz otce vrátil, aby se připojil k rodinnému podniku. Během hospodářské krize v roce 1824 se účastnil lyonského masopustního průvodu, který byl považován za rozvratný; byl zatčen, ale pokuta mu byla nakonec odpuštěna.
Charles Philipon nakonec odešel z Lyonu do Paříže, kde se sešel se starými přáteli z Grosovy dílny. Jeden z nich, renomovaný umělec Charlet, mu představil litografii, která se ve 20. letech 20. století ve Francii rozšířila. Philipon pracoval jako příležitostný litograf a kreslíř pro obrázkové knihy a módní časopisy. V roce 1829 se spojil s tvůrci novin La Silhouette, v nichž začal pracovat jako stálý redaktor a designér.
La Silhouette neměla definovanou politickou linii, s nástupem Philipona do redakce 1830 se zde začala objevovat čím dál agresivnější satira. Právě v tomto časopise vydal 1. dubna 1830 svou první politickou karikaturu „Karel X. Jetuita“.
Dne 15. prosince 1829 poslal Philipon svého syna a obchodního partnera Gabriel Aubert, aby založil nakladatelství Aubert Aubert, které konkuruje ostatním tiskárnám v Paříži. Průkaz Veronique Dodat, kde bylo možné nalézt vydavatelství, měl být v následujících letech „místem úchvatné [komerční] války“ (Ch. Lèdre).

## Založení firmy
Po červencové revoluci 1830 vydal Philipon 4. listopadu téhož roku první číslo ilustrovaného týdeníku pod názvem La Caricature. Prodával se pouze na základě předplatného, měl čtyři stránky textu a dvě litografie ve větším formátu než vycházel v La Silhouette. Časopis byl primárně navržen jako elegantní ilustrovaný časopis s kresbami vytištěnými na papíře vellum. Litografie byly vytištěny na samostatném textu a na samostatných listech. Honoré de Balzac do časopisu pod různými pseudonymy do února 1832 přispěl třiceti články. La Caricature nejprve zaujímala nepolitické postoje, ale na jaře 1832 se postavila proti červencové monarchii.

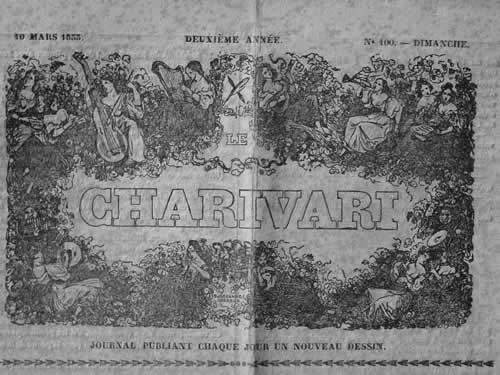
Titulní strana Charivari, 1833

Dne 1. prosince 1832 začal Philipon vydávat Le Charivari, ilustrovaný deník se čtyřmi stránkami v menším formátu než La Caricature. Byl pestřejší a „populárnější“ než jeho předchůdce a neomezoval se pouze na politickou karikaturu. Charivari byl jediný francouzský čistě karikaturní deník 19. století. Litografie měly nižší kvalitu než v La Caricature, ale byly lépe integrovány do textu.
Jako majitel těchto dvou novin si Philipon zachoval plnou kontrolu nad všemi aspekty jejich psaného a litografického obsahu. Zaměstnával své vlastní přátele umělce a s nimi definoval cíle, navrhoval témata, vymýšlel triky, jak se vyhnout cenzuře, koordinoval text a litografii. Pro zajištění redakční konzistence byl redakční tým omezen na několik vysoce oddaných novinářů (v únoru 1834 jich je sedm včetně Philipona). Svědectví jeho současníků zdůrazňuje Philiponovo charisma, které inspirovalo spisovatele i karikaturisty.

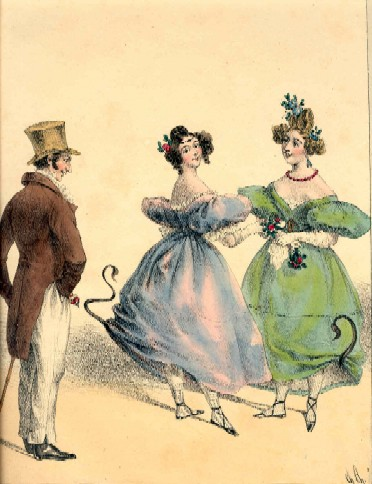
Les tentations du diable (1830)

## Vzestup (1830–1835)

### Kampaň proti Louis-Philippe (1830–1832)
Na podzim roku 1830 Philipon, jako zastánce červencové revoluce očekával velkou změnu režimu. První čísla La Caricature neobsahovala žádná politická obvinění. V tomto období do časopisu přispíval i Balzac. Antiklerikalismus, již přítomný v La Silhouette, se trvale projevoval jak v textech, tak v ilustracích. Vzpomínka na Napoleona byla stále živá.
Tón se však změnil na konci prosince 1830 a na začátku roku 1831, kdy byl časopisem kritizován zákon ze dne 4. prosince 1830, který obnovil kolkování a cenzuru novin. Karikatury si poté udržely svůj politický a satirický charakter, protože nový režim se stával stále více autoritářským. Podle Philipona karikatury zvýšily vliv umělců, jak tomu bylo již dlouhou dobu v Anglii, aby odhalovali „nepřátele našich svobod“.
Philipon vyjádřil nespokojenost s režimem v karikatuře s názvem Pěna července, kterou publikovalo nakladatelství Maison Aubert (26. února 1831). Známější jako mýdlové bubliny ukazuje tato karikatura Ludvíka Filipa ledabyle vyfukujícího bubliny, které ukazují nesplněné sliby: svobodu tisku, všelidové volby, starosty volené lidmi, žádné další výhody úředníků atd. Philipon, stíhaný za urážku krále, byl nakonec osvobozen. O několik měsíců později se objevil s další litografií zvanou Kosmetická oprava (La Caricature, 30. června 1831), ve které je král jako zedník symbolicky zamazávajícím stopy červencové revoluce. Znovu byl pohnán k soudu.

### Soud v listopadu 1831

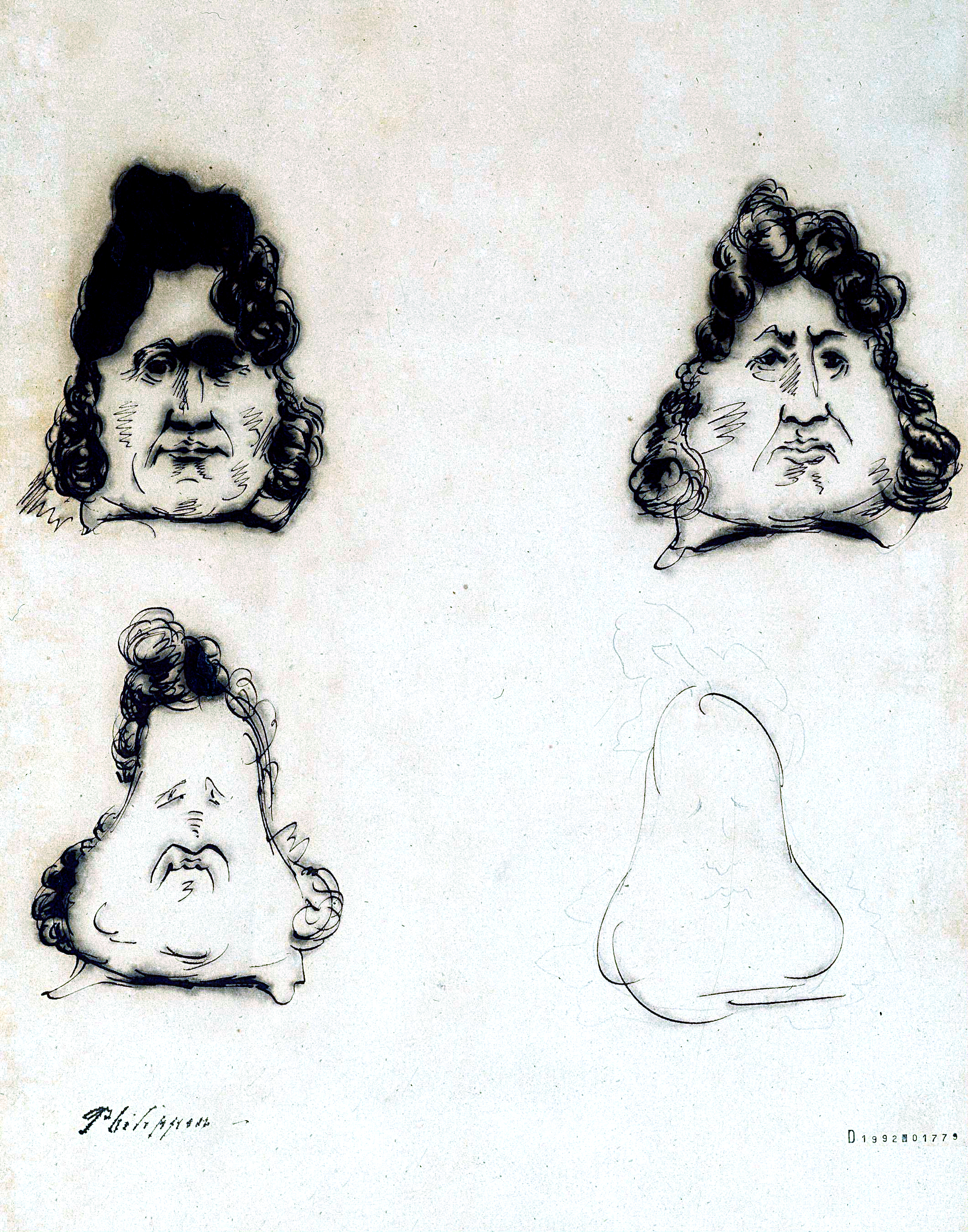
Ludvík Filip se proměňuje v hrušku

#### "Plody revoluce"
Při soudu dne 14. listopadu 1831 se Philipon, který si byl jistý odsouzením, bránil tím, že tvrdil, že všechno může za určitých okolností vypadat jako král, a že on a další karikaturisté nemohou být za tuto podobnost zodpovědní. Na svou obranu demonstroval přeměnu tím, že ve čtyřech fázích přetvořil králův obličej v hrušku. Tyto snímky se staly široce používaným odkazem a symbolem revoluce i mimo Paříž.
O hruškách v té době psalo mnoho významných spisovatelů včetně Williama Makepeace Thackeraye, Heinricha Heineho, Charlese Baudelaire, Stendhal a Sebastiena Peyteho, který napsal knihu s názvem Fyziologie hrušek, sbírku slovních hříček a logických přesmyček. Victor Hugo v Bídnících vzdává poctu tomuto snímku, když mladý chlapec načrtne obraz hrušky na zeď, s čímž mu pomůže král a podávaje mu zlatou minci s portrétem Ludvíka Filipa, říká: „Na ní je také hruška.“
Hrušky začaly reprezentovat režim a jeho spolupracovníky a začaly se objevovat stále častěji v La Caricature i Le Charivari na karikaturách Honoré Daumiera, Grandevilla a dalších.
Philipon později vydal obrázek sochy obří hrušky na Place de la Concorde s titulkem „nápravný památník vztyčen na místě revoluce, přesně tam, kde byl Ludvík XVI. popraven gilotinou.“ (slovní hříčka expiatoire = nápravný, poire = hruška). Byl za to souzen a obžalován z „nabádání k atentátu“. Philipon odpověděl: „Spíše jsem nabádal k přípravě hruškových povidel.“
Když byla La Caricature po schválení cenzurního zákona v srpnu roku 1835 zakázána, zveřejnila v posledním čísle příslušnou část textu zákona ve tvaru hrušky s legendou „Další plody červencové revoluce“.

#### Odsouzení

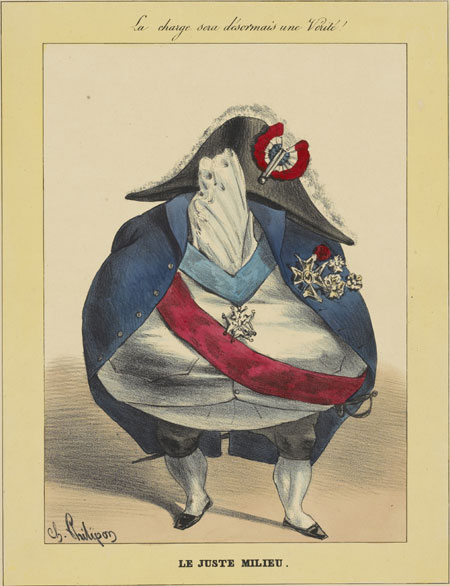
Karikatura představující filozofii juste milieu (zlatá střední cesta) jako prázdný oblek.

Na konci procesu byl Philipon odsouzen za „pohrdání královou osobou“ k šesti měsícům ve vězení a zaplacení pokuty 2 000 franků, k čemuž bylo přidáno ještě sedm měsíců v souvislosti s jinými důvody odsouzení. Byl převezen do vězení Sainte-Pelagie a později do domácího ošetřování u dr. Pinela, kde byl režim volnější.
K poslednímu rozchodu s červencovou monarchií došlo 5. a 6. června 1832 na pohřbu generála Lamarquea, který se proměnil v povstání, jež bylo tvrdě potlačeno. Philipon právě zveřejnil a podepsal „projekt odčinění hruškového památníku“. Z obavy o svůj život se schovával v Paříži až do konce obléhání. 5. září 1832 se vrátil do Sainte-Pelagie, odkud byl nakonec propuštěn 5. února 1833.

### Věrnost republice (1833–1835)
V době svých prvních politických karikatur navázal Philipon kontakty s republikánskými kruhy. Umělci v jeho okruhu byli republikánského přesvědčení nebo alespoň s republikou sympatizovali.
La Caricature i Le Charivari jsou financovány z předplatného především z republikánských kruhů, v roce 1934 vyhlásil Philipon sbírku mezi několika republikánskými sdruženími. Ve stejném roce stál Philipon je mezi zakladateli Republikánského žurnálu (únor 1834), jehož vlastnil akcie. V hotelu Colbert, kde byly umístěny kanceláře Le Charivari, se usídlily i redakce dvou republikánských novin, Národní noviny a Zdravý rozum.

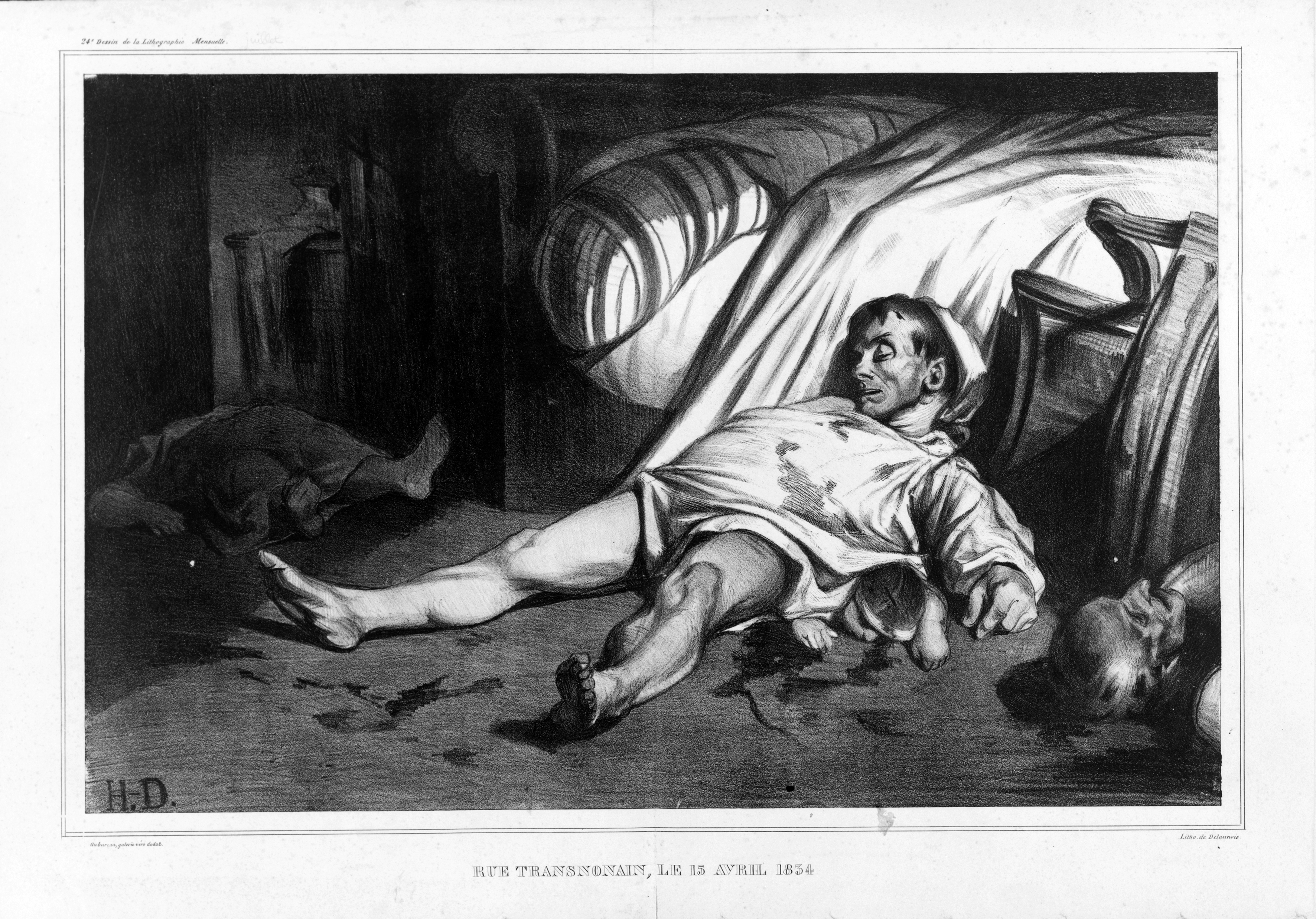
Le massacre de la rue Transnonain (14. dubna 1834), Honoré Daumier

Po krvavých potlačeních několika vzpour vychází několik ostrých karikatur, mezi nimi i Rue Transnonain od Daumiera (24. září 1834). „Nejedná se o karikaturu,“ říká Philipon „je to krvavá stránka naší moderní historie nakreslená silnou rukou a diktovaná starým rozhořčením“ (La Caricature, 2. října 1834).
Atentát Giuseppe Mario Fieschiho na Ludvíka Filipa 28. července 1835 měl okamžité následky: zatčení Armanda Carrela v hotelu Colbert, rabování v kancelářích Charivari, proti Philiponovi je vydán zatykač, Desnoyers dává přednost útěku a skrytí. Den před útokem zveřejnil Philipon červené číslo Charivar se seznamem mužů, žen a dětí zabitých vojáky a národní gardou od roku 1830. Byl doprovázen litografií ironicky nazvanou „Personifikace nejsladšího a nejhumánnějšího systému“ (Le Charivari, 27. července 1835). Filip byl obviněn z „morální spoluviny“ na vzpouře.
Dne 5. srpna 1835 byly v Parlamentu představeny nové tiskové zákony. Karikatury se přestaly zveřejňovat. V listopadu 1835 byl Le Charivari prodán za pakatel.

### Od politické karikatury k satiře mravů (po roce 1835)
Po „zářijových zákonech“ je Philipon aktivní v řadě časopisů, kde se s ostatními karikaturisty zaměřuje na kritiku společenských poměrů a mravů své doby, zábavné karikatury a komiksy, podobně jako tehdejší realistický proud v literatuře.

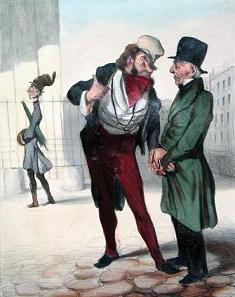
Robert Macaire obchodní zástupce

Philipon vydal souborně např. Le Floueur (Podvodník, 1850), první sérii Zábavné knihovny, Anglo-francouzské museum (1855–1857) ve spolupráci s Gustavem Doré, a Parodie du Ahasvera (s Louisem Huartem, 1845), inspirovaným prací Eugèna Sue.

## Vliv
Philipon inspiroval mnoho dalších karikaturistů, jako jsou Honoré Daumier, Charles-Joseph Traviès de Villers, Jean Ignace Isidore Gérard Grandville, Paul Gavarni a Henry Monnier. Daumier se vyjádřil o vlivu, který na něj měl Philipon, takto: „Kdyby za mnou nestál Philipon a neustále mě nepopotahoval, podobně jako by to udělal člověk s volem táhne pluh, nikdy bych nic neudělal.“ Dramatik Honoré de Balzac nazval Philipona „vévodou litografií, markýzem kresby, hrabětem dřevorytů, baronem burlesky, pánem karikatury“.

## Galerie

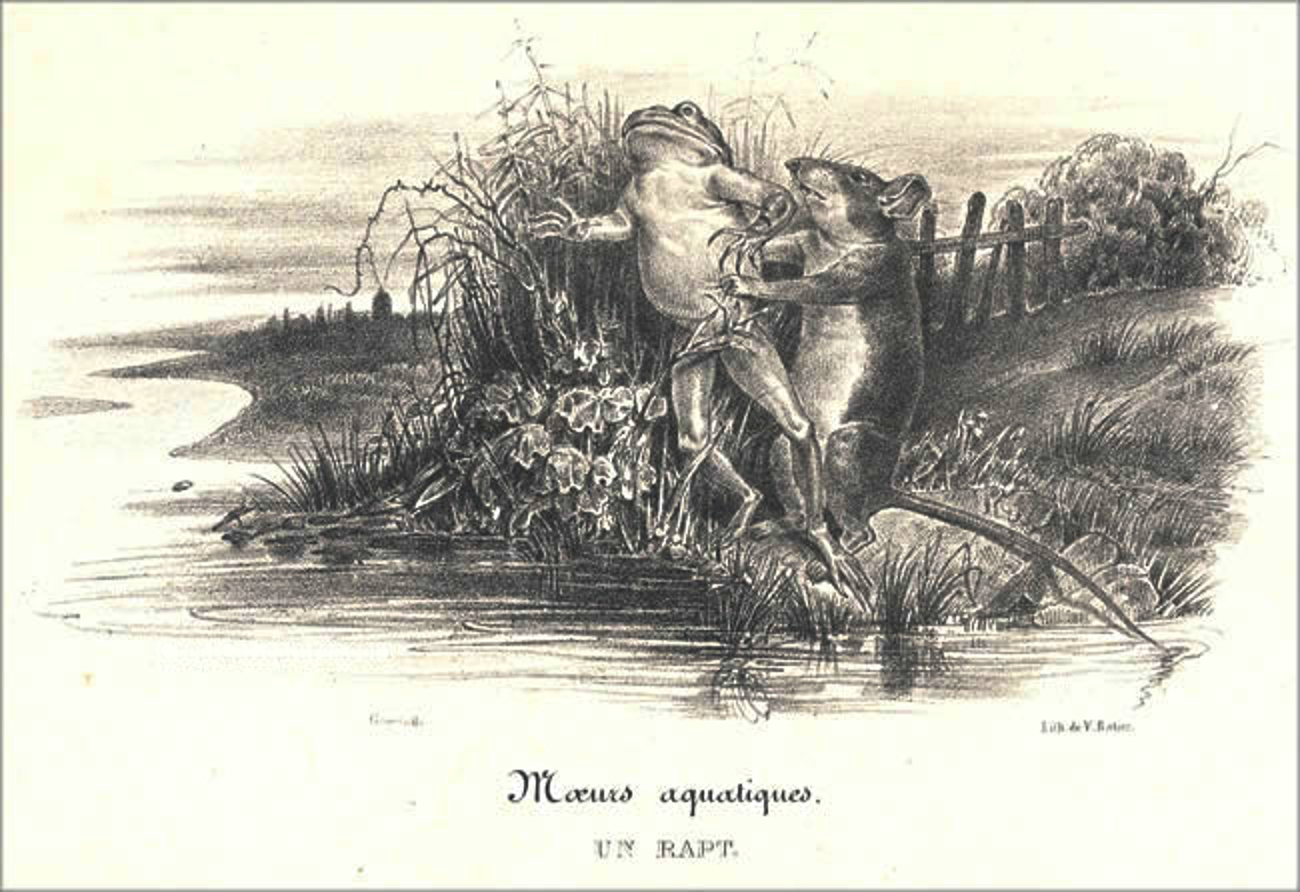
Moeurs Aquatiques. Un Rapt od JJ Grandvilla (Jean Ignace Isidore Gérard).
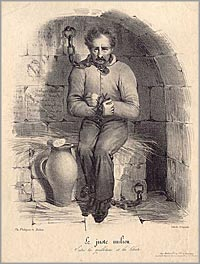
Le juste milieu od Charles Philipon
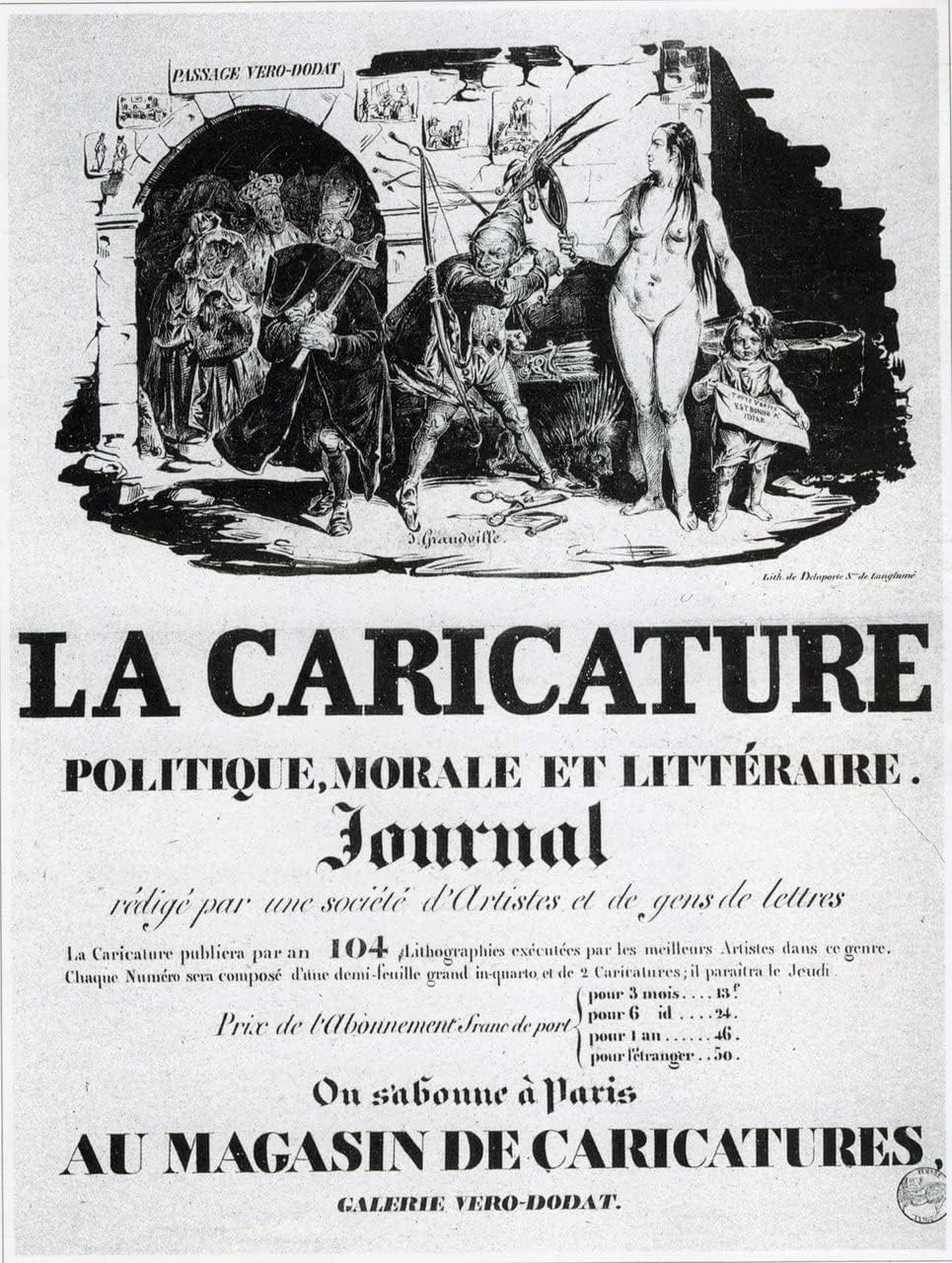
Reklama na La Caricature, Politique, Morale et Littéraire Journal. Ilustrace JJ Grandville (Jean Ignace Isidore Gérard).